# Snem Slovenskej republiky
Der Snem Slovenskej republiky, kurz Snem (deutsch: Landtag der Slowakischen Republik) war das Parlament der Ersten Slowakischen Republik. Er ging aus dem 1938 gewählten autonomen slowakischen Landtag hervor. Seine Zusammensetzung hat sich zwischen 1938 und 1945 kaum geändert. Eine Wahl zum Snem erfolgte nie. Seine tatsächliche Bedeutung war gering. Parlamentspräsident war während des gesamten Bestehens des Snem Martin Sokol.

## Autonomer slowakischer Landtag
Am 18. Dezember 1938 wurden aufgrund des Autonomiegesetzes des Prager Parlaments vom 22. November 1938 Wahlen zum autonomen slowakischen Landtag durchgeführt. Es wurden 63 Abgeordnete gewählt. Das Wahlrecht sah die Wahl in einem Landeswahlkreis vor. Von einer Wahl im demokratischen Sinne konnte man jedoch nicht sprechen. Alle slowakischen Parteien waren in Hlinkas Slowakischer Volkspartei – Partei der Slowakischen Nationalen Einheit (Hlinkova slovenská ľudová strana – Strana slovenskej národnej jednoty, HSĽS-SSNJ) zusammengeschlossen oder verboten worden. Daneben standen lediglich die Deutsche Partei und die Vereinigte Ungarische Partei als Interessenvertreter der jeweiligen Minderheiten zur Wahl. Wenig überraschend erhielt die Liste der HSĽS-SSNJ 97,3 % der Stimmen (von denen 72 % an Kandidaten der ursprünglichen HSĽS gingen).
Als Vertreter der deutschen Minderheit wurden Franz Karmasin und Josef Steinhübl gewählt, die sich nach der Wahl der Fraktion der HSĽS-SSNJ anschlossen.

## Landtag der Slowakischen Republik
Mit dem Ausrufen der Ersten Slowakischen Republik am 14. März 1939 wurden in mehreren Schritten insgesamt 17 zusätzliche Mitglieder des Snem ernannt, so dass sich die Zahl der Abgeordneten am Ende auf 80 belief. Der Snem bestand bis zum 4. April 1945. Im März 1940 wurde Sigmund Keil als Nachrücker für Gejza Rehák und  Adalbert Gabriel als ernanntes Mitglied als weitere deutsche Vertreter in dem Snem aufgenommen.